# حسن أباد (نغار بردسير)
حسن أباد (بالإنجليزية: Hasanabad, Negar)‏ هي مستوطنة تقع في إيران في البلدة المركزية. يقدر عدد سكانها بـ 131 نسمة .